# Meoneura australis
Meoneura australis är en tvåvingeart som beskrevs av Deeming 1997. Meoneura australis ingår i släktet Meoneura och familjen kadaverflugor. Inga underarter finns listade i Catalogue of Life.